# Freiherr-vom-Stein-Gymnasium (Oberhausen)
Das Freiherr-vom-Stein-Gymnasium in Oberhausen-Sterkrade ist eines der beiden städtischen Gymnasien im Oberhausener Stadtbezirk Sterkrade. Das andere der beiden städtischen Gymnasien in Oberhausen-Sterkrade ist das Sophie-Scholl-Gymnasium, das nur etwa 300 bis 400 Meter östlich des Freiherr-vom-Stein-Gymnasiums liegt.

## Geschichte
Vorläufer des Freiherr-vom-Stein-Gymnasiums waren die 1890 in der Sterkrader Klosterstraße gegründete Rektoratsschule humanistischer Ausrichtung und die 1900 gegründete paritätische Rektoratsschule mit Realschulunterrichtung. Mit 82 Schülern dieser beiden Schulen nahm die zunächst als Realgymnasium im Entstehen mit Latein als erster Fremdsprache bezeichnete Schule in einem Hintergebäude der Steinbrinkschule am 26. April 1905 den Betrieb auf.
Am 10. Juni 1907 erfolgte die Grundsteinlegung für das neue Schulgebäude an der Wilhelmstraße, das am 29. September 1909 im Beisein von Landrat Emil von Wülfing feierlich eingeweiht wurde.

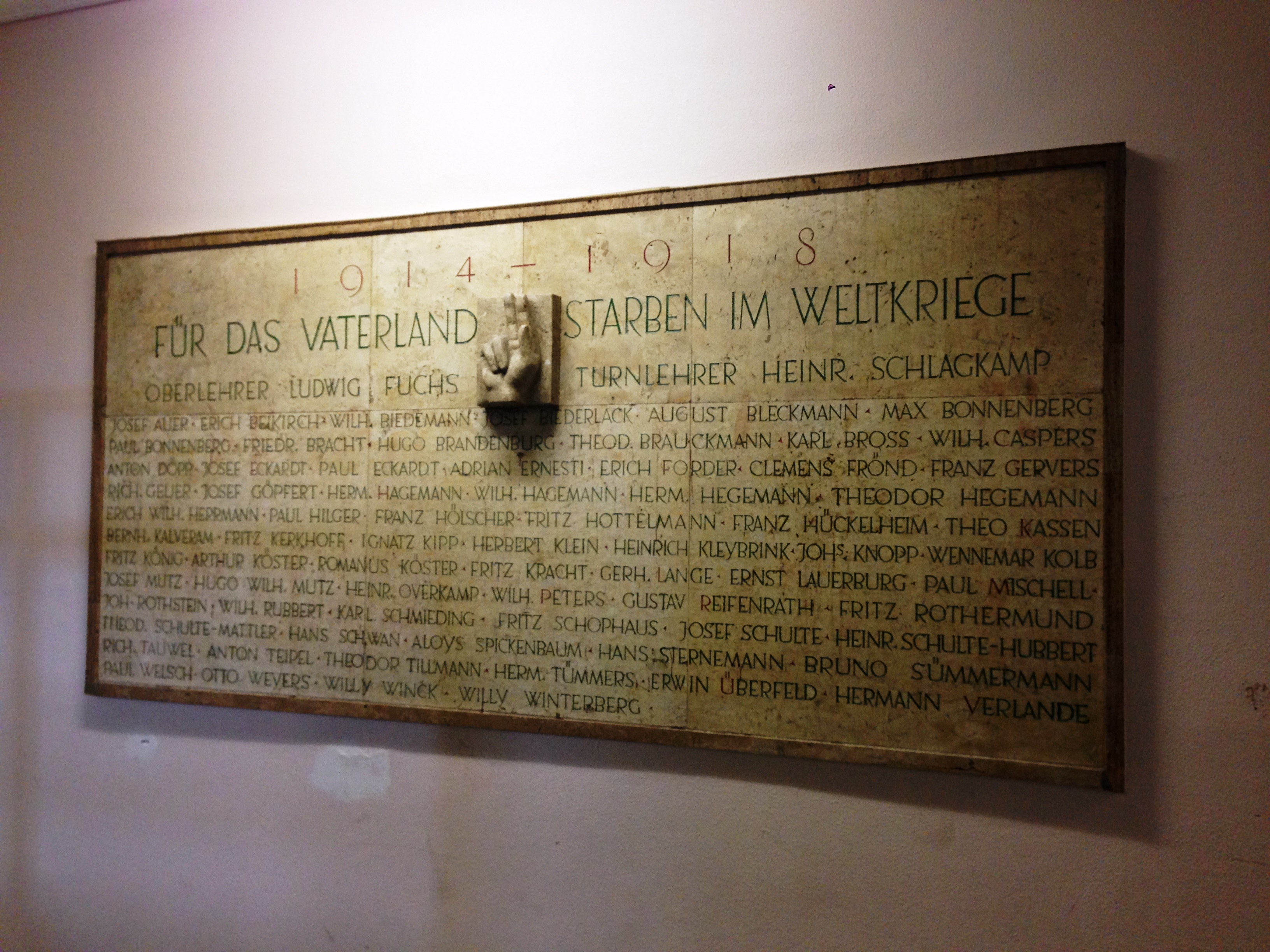
Gedenktafel für während des Ersten Weltkriegs gefallene Schüler und Lehrer

Im Ersten Weltkrieg fielen 70 Schüler und zwei Lehrer. Hieran erinnert noch heute eine Gedenktafel in der Schule.
Zu Ostern 1920 wurde die Schule in ein Reformrealgymnasium mit Französisch als erster Fremdsprache umgewandelt. Belgische Besatzungstruppen beschlagnahmten das Gebäude im Zuge der Ruhrbesetzung und nutzten Kellerräume als Gefängnis.

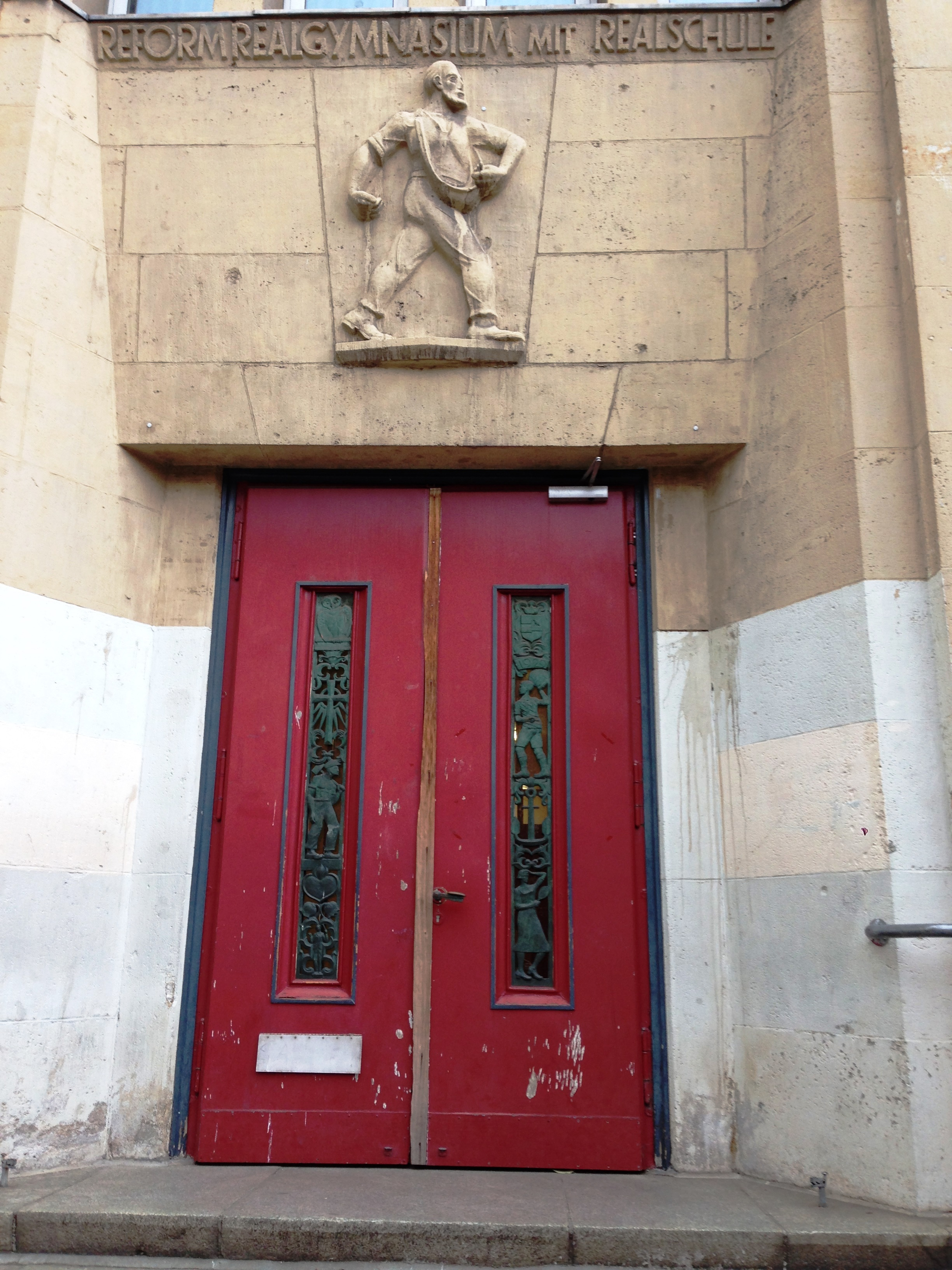
Sämann-Eingang des Erweiterungsbaus von 1929

Aufgrund wachsender Schülerzahlen wurde ein Erweiterungsbau an der Wilhelmstraße notwendig. In diesem Zug entstand der so genannte Sämann-Eingang, benannt nach dem Motiv oberhalb der Tür, der am 29. Juli 1929 eingeweiht wurde.
Im Jahr 1935 wurde die Schule in eine Oberschule für Jungen umgewandelt und die Realschule aufgehoben, ab 1938 trug sie den Namen Schlageterschule – Oberschule für Jungen, benannt nach dem während der NS-Zeit kultisch verehrten militanten Aktivisten Albert Leo Schlageter.
Nach mehreren kriegsbedingten Beschädigungen wurde die Schule nach den Sommerferien 1943 gänzlich geschlossen und der Unterricht verlagert. Aber bereits am 15. Oktober 1945 konnte der Unterricht wieder aufgenommen werden. Die Schule erhielt den Namen Städtisches Neusprachliches Gymnasium. Die erste reguläre Abiturprüfung wurde 1949 durchgeführt.
Zum 50-jährigen Bestehen der Schule im Jahr 1955 war das Hauptportal wieder hergestellt, im Zuge der Feierlichkeiten wurde der noch heute dort befindliche Schriftzug Deo, Musis, Patriae (dem Gott, den Wissenschaften, dem Vaterland) angebracht.
Am 1. Januar 1960 wurde die Schule in Freiherr-vom-Stein-Gymnasium umbenannt und erhielt damit den Namen des Staatsmanns und Reformers Heinrich Friedrich Karl vom und zum Stein. Seit dem Schuljahr 1977/78 ist die Koedukation einführt.
Aufgrund der Entwicklung der Schülerzahlen wurde die Schule mehrfach erweitert:
- 1959 neue Turnhalle
- 1977 Erweiterungsbau mit speziellen Unterrichtsräumen für den Biologie-, Physik- und Chemieunterricht
- 1980 neue Dreifach-Sporthalle (2000 nach dem ehemaligen Sportlehrer in Günther-Stolz-Halle [1936–1995] umbenannt)
- 1980 Pavillons zur Unterbringung der Mittelstufenklassen entstehen auf der gegenüber liegenden Seite der Wilhelmstraße
- 1990 weitere Pavillons entstehen
- 1999 neues Oberstufengebäude auf der gegenüber liegenden Seite der Wilhelmstraße

## Schulleiter
- 1905 – 1930 Oberstudiendirektor Mantau
- 1931 – 1943 Oberstudiendirektor Schiffer
- 1943 – 1945 Oberstudienrat Dr. Schneider (kommissarisch)
- 1945 – 1952 Oberstudiendirektor Robertz
- 1954 – 1974 Oberstudiendirektor Lorenz
- 1975 – 2001 Oberstudiendirektor Jucknat († 29. November 2010)[5]
- 2001 – 2012 Oberstudiendirektor Nieswand[6](† 14. August 2018)[7]
- 2012 – 2014 Sabine Schmidt-Rosner (kommissarisch)
- 2014 – heute Oberstudiendirektor Bleckmann[8]

## Bekannte Schüler
- Hans Haferkamp (1908–1993), deutscher Politiker der SPD, ehemaliges Landtagsmitglied[9]
- Bernd Wegner (* 1949), Historiker[10]
- Wim Wenders (* 1945), Regisseur und Fotograf
- Michael Kleinaltenkamp (* 1955), Professor an der Freien Universität Berlin
- Christoph Landscheidt (* 1959), Bürgermeister von Kamp-Lintfort
- Karsten Stolz (1964–2025), Leichtathlet, mehrfacher Deutscher Meister im Kugelstoßen
- Thomas Böhm (* 1968), Autor und Moderator
- Ulf Siemes (* 1978), ehemaliger Ruderer und Weltmeister im Achter
- Christian Stubbe (* 1982), Bogenschütze
- Stefan Wallat (* 1987), Leichtgewichts-Ruderer